# Euestola basalis
Euestola basalis är en skalbaggsart som beskrevs av Martins och Maria Helena M. Galileo 1997. Euestola basalis ingår i släktet Euestola och familjen långhorningar. Inga underarter finns listade i Catalogue of Life.